# Wilhelm Weiß (Widerstandskämpfer)
Wilhelm Weiß (* 7. Februar 1901 in Kurtschlag, Landkreis Templin; † 13. Oktober 1946 in Schwanebeck) war ein deutscher Kommunist und Widerstandskämpfer gegen den Nationalsozialismus. Er gehörte der Saefkow-Jacob-Bästlein-Organisation an.

## Leben
Weiß, gelernter Rohrleger, war zunächst im Deutschen Metallarbeiter-Verband, später in der Revolutionären Gewerkschafts-Opposition gewerkschaftlich organisiert. Während der Weimarer Republik war er zudem Mitglied der Kommunistischen Partei Deutschlands (KPD). 1927 heiratete er Anna („Änne“) Thiebes, 1928 wurde ihre gemeinsame Tochter Edith geboren, die spätere Lehrerin Edith Wahner. Die Ehe wurde 1938 geschieden.
Nach der „Machtergreifung“ der Nationalsozialisten beteiligte sich Weiß am Widerstandskampf der KPD gegen das NS-Regime. Bereits 1933 wurde er in „Schutzhaft“ genommen und war im KZ Oranienburg inhaftiert. Nach seiner Entlassung war er bis 1936 Berater der Bezirksleitung Berlin der illegalen KPD. Ab 1938 arbeitete er bei den Brandenburgischen Motorenwerken (Bramo) in Basdorf. Weiß nahm an Wochenendtreffen von Kommunisten und anderen NS-Gegnern am Gorinsee bei Schönwalde teil. Anfang 1944 wurde er von Anton Saefkow mit Franz Jacob zusammengeführt und konnte für die Saefkow-Jacob-Bästlein-Organisation geworben werden. Weiß erhielt Schriften des Nationalkomitees Freies Deutschland und traf sich mit Gustav Wegener. Zusammen mit seinen Kollegen Heinz Hartwig und Hans Schwarze bildete er eine neue Betriebszelle bei Bramo. Weiß stand auch in Kontakt mit Zwangsarbeitern im Ausländerlager, in dem er als Rohrleger arbeitete. In Berlin und Brandenburg hielt er Verbindung zu Paul Junius, Hans Paucka, Franz Peplinski und Elli Voigt.
Am 1. August 1944 wurde Weiß festgenommen. Angeklagt in der Sache Weiß wurde er vom „Volksgerichtshof“ am 6. Oktober 1944 zu zehn Jahren Zuchthaus verurteilt. Ende April 1945 wurde er im Zuchthaus Brandenburg-Görden von der Roten Armee befreit.
Weiß gründete nach Kriegsende zusammen mit Franz Peplinski in Schwanebeck, Schönow, Schönwalde und Zepernick Antifa-Ausschüsse sowie Ortsgruppen der KPD. Weiß selbst stand im Kommandanturbezirk Zepernick der Gebietsleitung der KPD vor.